# Microthlaspi umbellatum
Microthlaspi umbellatum är en korsblommig växtart som först beskrevs av Christian von Steven och Dc., och fick sitt nu gällande namn av Friedrich Karl Meyer. Microthlaspi umbellatum ingår i släktet vårskärvfrön, och familjen korsblommiga växter. Inga underarter finns listade i Catalogue of Life.